# V Factory
V Factory（ブイファクトリー）は、日本のゲイビデオのレーベル名である。

## 概要
「熊系」をメインに、体格のしっかりした体毛の濃いモデルを起用している。出演モデル層は20～40歳代。スポーツジムまたは体育会系で鍛えられた肉体に脂肪がのった、いわゆる「がっちりでぶ」「がちでぶ」がモデルの主な傾向で、短髪、髭も加えられる。
いわゆる「ガッチリした体格で、鍛えられた筋肉に脂肪がついている」モデルが売りであり、それらを好む購買層に支持を得ている。
しかしながらモデルの魅力のみに逃げることなく、スタジオ撮影、海外ロケなどの演出もしっかりとなされており、単なるアダルトシーンだけを見せる形とは異なっている。コスプレもの（警官、医者）などもある。

## ふとくまシリーズ
このレーベルを一挙に有名に押し上げたのは「ふとくまシリーズ」である。「ふとくま」と称されるモデル（Japanese bearと訳されている）は、「熊系」の一種の理想形とされ熱烈な支持を得た（太い骨格、筋肉質＋脂肪、顎鬚、短髪、童顔と、全ての要素が揃っている）。
シリーズは現在6まで出ている。